# Kuyubaşı, Bilecik
Kuyubaşı là một xã thuộc thành phố Bilecik, tỉnh Bilecik, Thổ Nhĩ Kỳ. Dân số thời điểm năm 2011 là 18 người.